# Réforme de la curie romaine sous le pontificat de Paul VI
La réforme de la curie romaine sous le pontificat de Paul VI consiste principalement en la réorganisation générale de la curie selon la constitution apostolique Regimini Ecclesiæ universæ du 15 août 1967, afin de répondre aux nouveaux besoins du Saint-Siège et de l’Église catholique en général.
Le but du pape Paul VI était alors de répondre au désir formulé par la curie lors du concile Vatican II "de se réorganiser et de s’adapter aux besoins de leur temps et de leur culte, spécialement quant à leur nombre, leur nom, leurs compétences, leur manière de procéder et de coordonner le travail entre eux.” Cette demande conduisit à de nombreux changements dans chacun des domaines indiqués par le concile.

## Le nombre
Certains départements ont été supprimés, mais le nombre total a augmenté, avant même Regimini Ecclesiae universae, par la création du Conseil pontifical pour les laïcs, les trois secrétariats (celui pour la promotion de l’unité des chrétiens, celui pour le dialogue inter-religieux et celui pour le Dialogue avec les non-croyants, ce dernier ayant été depuis fusionné avec le récent Conseil pontifical de la culture) et le Bureau central des statistiques.
De nouveaux corps ont été fondés par la même constitution apostolique. Ils incluent deux bureaux pour diriger et superviser les finances, l’Administration du patrimoine du siège apostolique et la Préfecture pour les affaires économiques du Saint-Siège.
Le pape Paul avait déjà créé le Conseil pontifical Justice et Paix le 6 janvier 1967, auquel il ajouta le 15 juin 1971 le Conseil pontifical Cor Unum régit par la même direction.

## Noms
Le département connu sous le nom de Congrégation sacrée suprême du Saint-Siège devint la Congrégation pour la doctrine de la foi le 7 décembre 1965, ce qui indique plus clairement son domaine de compétence. Cette volonté de clarté des dénominations amena à changer d’autres noms. Avec Regimini Ecclesiae universae, la Congrégation sacrée consistoriale devint la Congrégation pour les évêques (afin d'indiquer plus clairement son champ de compétence) à dater du 15 août 1967. La Congrégation de l’Église orientale devint la Congrégation pour les Églises orientales (reconnaissant par là l'existence de plusieurs Églises catholiques orientales, et non plus d'une seule), la Congrégation du concile (cf. le concile de Trente) devint la Congrégation pour le clergé, la Congrégation pour les religieux devint la Congrégation pour les instituts de vie consacrée et les sociétés de vie apostolique (ce qui rend explicite son implication auprès d’institutions autres que strictement religieuses), la Congrégation pour la propagation de la foi devint la Congrégation pour l’évangélisation des peuples, et enfin la Congrégation pour les séminaires et les universités devint la Congrégation pour l’éducation catholique (afin de refléter l'élargissement de son domaine de compétences).  

## Compétences
Certains nouveaux départements indiqués ci-dessus ont également changé de compétence.
 La Congrégation sacrée des cultes a été divisée le 8 mai 1969 en accord avec ses deux domaines de compétence distincts. Le premier donna naissance à la Congrégation pour les causes des saints afin de décider des cas de béatification et de canonisation, le second à la Congrégation pour le culte divin et la discipline des sacrements.  
De plus, les compétences de certains départements avaient déjà été considérablement réduites. Ainsi, la Congrégation cérémoniale et la Daterie apostolique furent abolies par Regimini Ecclesiae universae. Les fonctions de la Chancellerie apostolique, réduites par le Pie X en 1908 à signer les bulles pontificales, furent transférées au Cardinal secrétaire d'État en 1973.
Les compétences de la Rote romaine et du Tribunal suprême de la Signature apostolique ont également été étendues.

## Procédures
À l’origine, seuls les cardinaux étaient membres des congrégations de la curie. Paul VI décréta que désormais ces membres pourrait également être choisis parmi les prêtres. La durée des postes au sein des départements et congrégations a été réduite à cinq ans renouvelables une fois. Comme avant, les membres d’une congrégation ne peuvent pas intervenir dans la gestion quotidienne de cette congrégation, qui est assurée par le préfet et le personnel permanent.  Les congrégations se réunissent pour discuter de problèmes généraux et déterminer leurs lignes directrices environ une fois par an, ce qui permet aux évêques même de diocèses lointains de participer.
Le personnel permanent provient du monde entier et est choisi parmi les personnes ayant des compétences adaptées et une expérience pastorale. Ils ne peuvent cependant pas accéder à de plus hautes fonctions.
Chaque congrégation possède des consultants qui sont assignés pour une période renouvelable de cinq ans.
Elles doivent également tenir compte des vœux formulés lors des conférences épiscopales.
Les langues les plus répandues peuvent y être employées, au même titre que le latin.
Paul VI a également décrété que, à la mort d’un pape, les postes de direction des départements deviennent vacants à l’exception des postes de cardinal-vicaire, de camerlingue et de la Pénitencerie apostolique. Les nouveaux papes sont désormais libres de choisir leurs propres directeurs pour chaque département.

## Coordination
Des réunions entre les chefs des départements peuvent être organisées par le cardinal secrétaire d’État afin de planifier leurs activités, de s’échanger des informations et des suggestions. D’autres réunions se tiennent également lorsque le besoin s’en fait sentir. Des réunions impliquant les Congrégations pour les évêques, pour le clergé, pour la religion et pour l’éducation catholique se tiennent régulièrement sur des sujets concernant le clergé en général.